# Sieben Hengste
Die Sieben Hengste, auch Sibe Hängste, mit dem nordöstlich anschliessenden Berggrat gesamthaft auch als Solflue bezeichnet, sind ein Gebirgsstock der Emmentaler Alpen im Schweizer Kanton Bern. 

## Lage
Der Bergkamm liegt nördlich von Interlaken und im hinteren Teil des Zulgtals. Anteil am Massiv der Sieben Hengste haben die Gemeinden Eriz, Beatenberg und Horrenbach-Buchen.
Die Sieben Hengste bilden einen rund 3 km langen Bergkamm, der in Richtung Südwest-Nordost orientiert ist. In dieser Richtung folgen sich die Gipfel vom Hauptgipfel Schibe (1955 m ü. M.) zum Sieben Hengste (1952 m ü. M.). Begrenzt wird der Gebirgskamm im Westen vom Sichelpass, der das Justistal vom Sulzigraben (Quellgebiet der Zulg) trennt, im Süden vom Sattel bei Oberberg, im Osten vom Traubachtal und dem Grünenbergpass und im Nordosten vom Tal eines weiteren Quellbachs der Zulg. Seine Fortsetzung findet der Grat der Sieben Hengste einerseits im südwestlich anschliessenden Güggisgrat, andererseits im nordöstlich gelegenen Hohgant. Gegen Nordwesten und gegen Norden freistehend ohne weitere Vorgipfel gegen das Schweizer Mittelland fällt der Grat mit einer Felswand steil ab, während gegen Südosten nur verhältnismässig geringe Hangneigungen zu verzeichnen sind. Hier breitet sich die ausgedehnte Alp Seefeld aus. Namengebend für die Sieben Hengste sind sieben nahe beieinander stehende, vorkragende Felsgipfel, die alle die gleiche Form aufweisen. Diese Ansicht bietet sich jedoch nur aus nördlichen und westlichen Richtungen.

## Geologie
Aus geologischer Sicht sind die Sieben Hengste aus Sedimenten des Helvetikums aufgebaut, die vor rund 225 bis 65 Millionen Jahren am nördlichen Rand des Urmittelmeeres Tethys abgelagert wurden. Diese Schichten wurden erst relativ spät, vor ungefähr 20 Millionen Jahren, in die Alpenfaltung mit einbezogen. Kammbildend ist eine rund 200 m mächtige Schicht aus Schrattenkalk. Darunter folgen Kieselkalk des Hauterivium und Drusbergschichten des Barremium, die am steilen Nordwesthang der Sieben Hengste zutage treten. Die Schichten fallen gegen Südosten ein. Auf der Hochfläche der Sieben Hengste und auf der angrenzenden Alp Seefeld konnten sich typische Karstphänomene wie beispielsweise Karrenfelder, Dolinen und Höhlen ausbilden. Im kalkigen Untergrund der Sieben Hengste und der benachbarten Berge befindet sich mit der Siebenhengste-Hohgant-Höhle eines der grössten Höhlensysteme der Erde.

## Alpenrandgipfel
Das Bergmassiv der Sieben Hengste steht am Rand der Voralpen mit einem Höhenunterschied von über 400 Metern gegenüber den nördlich vorgelagerten Gipfeln. 

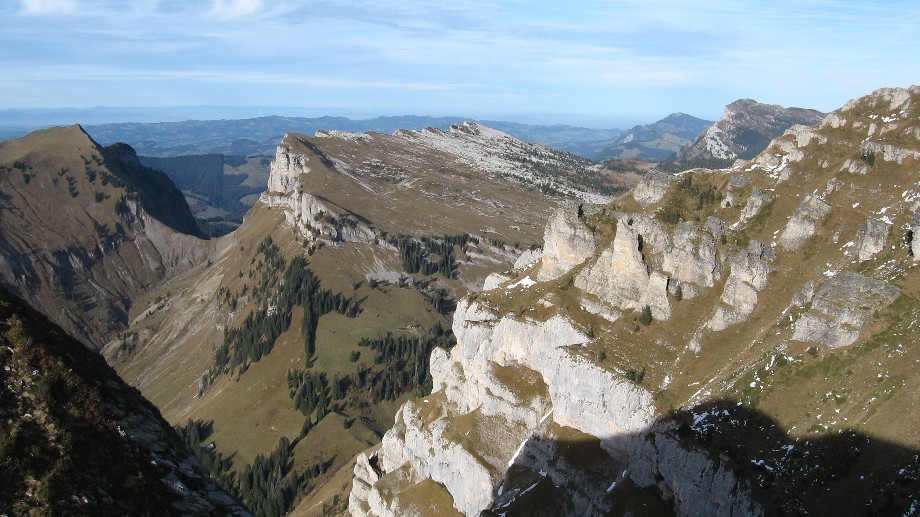
Die Sieben Hengste von Süden gesehen zwischen Burst links und Gemmenalphorn rechts, ganz rechts der Hohgant